# Kosteletzkya
Kosteletzkya o Kosteletskia es un género de plantas con flores de la familia  Malvaceae que incluye K. virginica. Cuenta con unas 30 especies distribuidas por todo el mundo. Es originario de América. 

## Descripción
Son hierbas o sufrútices, que alcanzan un tamaño de 1–2 m de alto; tallos más o menos escábridos o híspidos. Hojas hastadas o algo lobadas, dentadas, estrellado-pubescentes, muchas veces con tricomas pequeños mezclados con tricomas grandes y con pocas ramificaciones; hojas hacia arriba reducidas en tamaño, lanceoladas. Inflorescencias en panículas foliadas difusas o flores solitarias, pedicelos escabriúsculos; calículo de 7–9 bractéolas lineares, 2–3 mm de largo; cáliz 3–5 mm de largo, partido hasta más de la mitad; corola rotácea, 8–10 mm de largo, blanquecina o amarillenta, tornándose lila; columna estaminal pálida y glabra, anteras pocas, amarillentas; estigmas 5, capitados, pálidos. Cápsulas 5-aladas, deprimidas, ca 6 mm de diámetro excluyendo las alas, transversalmente acostilladas, estrellado-pubescentes y con tricomas uncinados y prominentes en los márgenes de las alas (las suturas de la dehiscencia); semilla solitaria, 2.5 mm de largo, glabra.

## Taxonomía
El género fue descrito por Karel Bořivoj Presl  y publicado en Reliquiae Haenkeanae 2(2): 130 - 131, en el año 1835. La especie tipo es Kosteletzkya sagittata C.Presl.
Etimología
El género fue separado de Hibiscus en 1835 por C.Presl, que lo nombró en honor de  su connacional Vincenz F. Kosteletzky (1801-1887).

## Especies seleccionadas
- Kosteletzkya acuminata Britten
- Kosteletzkya depressa (L.) O.J.Blanch., Fryxell & D.M.Bates
- Kosteletzkya paniculata Benth.
- Kosteletzkya pentacarpos (L.) Ledeb., también conocida como monacillo de México[2] o trencadella e incluida en el Anexo II de la Directiva Hábitat.[3]
- Kosteletzkya virginica (L.) C.Presl ex A.Gray